# Observatorij Višnjan
Observatorij Višnjan (hrvaško Zvjezdarnica Višnjan; koda IAU 120 Visnjan), je astronomski observatorij v istrskemu mestecu Višnjan na Hrvaškem.
Observatorij so zgradili po odločbi skupščine AD Višnjan 13. novembra 1992, kot javni observatorij. Po odločbi AD Višnjan in Znanstvenoizobraževalnega središča Višnjan je v letu 2005 postal astronomski inštitut.

## Odkritja
Na observatoriju so opravili več pomembnih astrometričnih meritev in odkrili več malih teles v Osončju. Do sredine leta 2005 so zabeležili 1750 odkritij asteroidov, od katerih jih ima glavne oznake približno 1400. Do 17. septembra 2005 so oštevilčili 1162 asteroidov.
Observatorij je zelo produktiven:
- Minor Planet Discovery Sites – po odkritjih asteroidov je na 12. mestu
- Minor Planet Discoverers – odkritelji asteroidov (robotski daljnogledi, osebe in ekipe): Korado Korlević je na 13. mestu

Do septembra so poimenovali sedem asteroidov.
| ime             | začasna oznaka | datum odkritja   | odkritelj             | izvor imena               | datum poimenovanja okrožnica MPC |
| --------------- | -------------- | ---------------- | --------------------- | ------------------------- | -------------------------------- |
| 9244 Višnjan    | 1998 HV7       | 21. april 1998   | Korlević, P. Radovan  | Višnjan                   |                                  |
| 9429 Poreč      | 1996 EW1       | 14. marec 1996   |                       | Poreč                     |                                  |
| 7364 Otonkučera | 1996 KS        | 22. maj 1996     | Korado Korlević       | Oton Kučera               |                                  |
| 9657 Učka       | 1996 DG2       | 24. februar 1996 | Korlević, D. Matković | Učka                      |                                  |
| 9814 Ivobenko   | 1998 UU18      | 23. oktober 1998 | Korado Korlević       | Ivo Benko                 |                                  |
| 9813 Rozgaj     | 1998 TP5       | 13. oktober 1998 | Korado Korlević       | Slavko Rozgaj             |                                  |
| 10175 Aenona    | 1996 CR1       | 14. februar 1996 | Korlević, D. Matković | Aenona (staro ime za Nin) |                                  |

Iz Višnjana so odkrili tri komete, od katerih so dva poimenovali po odkriteljih:
- P/1999 DN3 (Korlević-Jurić) ()
- P/1999 WJ7 (Korlević), ( Arhivirano 2006-01-10 na Wayback Machine.)
- P/1998 VS24 (LINEAR) ()

P/1998 VS24 (LINEAR) je z novim načinom dodeljevanja pravic za odkritja pripadel astronomskemu projektu ameriške vojske LINEAR.
S postavljanjem neekološke razsvetljave in s tem povezanim povečanjem svetlobnega onesnaževanja se je na področju celotne Istre v letih 2000 in 2001 zmanjšala vidljivost do kritične meje, tako da je bilo dotedanje znanstveno delo otežkočeno in je leta 2001 v celoti zastalo.
Z izgradnjo novega observatorija AD Višnjan in Občine Višnjan na Tičanu (3 km do Višnjana, Observatorij Tičan) in s postavitvijo opreme za astronomske in geofizikalne meritve na novem mestu so nastali pogoji za nadaljevanje dela mapiranja Osončja. Na novo mesto se počasi seli tudi znanstvena in izobraževalna dejavnost.
Dejavnosti:
- avtomatizacija 1000 mm daljnogleda
- načrtovanje novega razvojnega cikla na področju spremljanja malih teles
- Geofizikalna postaja Tičan
- novi izobraževlani projekti

- Observatorij Višnjan, marec 2004
- Observatorij Višnjan, 29. april 2017